# Dizem Que Sou Louca
Dizem Que Sou Louca é um EP da cantora brasileira Alice Caymmi, lançado em 11 de janeiro de 2019. O lançamento consiste em quatro diferentes versões de "Louca", canção que ela havia lançado em 2017 e que foi parte da trilha sonora da supersérie Onde Nascem os Fortes, da Rede Globo: uma versão remasterizada, uma versão acústica, uma versão remixada e uma versão a cappella.}
O EP foi lançado em um show da cantora no Sesc Pompeia, em São Paulo, realizado no dia seguinte à chegada da obra nas plataformas digitais.

## Antecedentes
A faixa foi gravada originalmente pela cantora mexicana Thalía em seu álbum de 2005 El Sexto Sentido, mas Alice na verdade a conheceu numa versão cover da Banda Kitara. Originalmente, a canção seria o encerramento de seu álbum Alice, de 2018, mas acabou deixada de fora e só foi incluída como faixa bônus num relançamento do disco em 2019, em sua versão a cappella, que foi lançada antes do EP com exclusividade no site da Red Bull. "Louca" encerraria o disco de forma a contrastar com a abertura "Spiritual", cujos primeiros versos dizem "Eu não estou ficando louca".
A ideia de relançar a faixa foi sendo maturada ao longo de 2018, com o plano original prevendo que o EP saísse no Natal, como presente para os fãs, o que acabou não se concretizando. A ideia de permitir aos fãs "verem diferentes maneiras de fazer a mesma música também, de escolher minha maneira preferida delas", nas palavras da cantora, foi mantida, de qualquer forma. Em outra entrevista, ela declarou:
| “ | Eu acho que os meus discos têm muitas baladas românticas e coisas assim, mas os meus shows vinham vindo com muita música dançante, e muita música divertida e dançante. O público estava carente de ter essas canções em casa, pra dançar… E é um marco de uma fase nova, porque ficou claro que vinha coisa nova pela frente, e tudo ia ter uma cara nova. | ” |

Sobre a letra, Alice afirmou:
| “ | Eu acho que esse é o ponto que eu mais exploro na minha carreira. Mais ainda do que a questão do relacionamento abusivo, é o aspecto do Glaslighting [sic], né? De dizer que a mulher é um ser incontrolável, um ser místico, fora da realidade, e desvalorizar tudo o que ela diz. Essa é uma questão muito forte na minha vida e eu trouxe para a música, principalmente para essa faixa. | ” |

A versão acústica tem a participação de Mateo Piracés-Ugarte, da banda Francisco, el Hombre, e recebeu um clipe, estreado com exclusividade no site Tenho Mais Discos Que Amigos!  e gravado no YouTube Space, no Rio de Janeiro. Sobre a parceria, o músico afirmou:
| “ | Nunca fui o melhor instrumentista, o melhor produtor e nem o mais talentoso. Mas calhou de estar no lugar certo e na hora certa. Sou muito dedicado, e veio o convite da Alice para rearranjar e fazer uma versão acústica. Peguei meu jeito de tocar violão e foi um susto! Uma grande responsabilidade. Ainda bem que ela estava disposta a topar novidades e ritmos latinos diferentes. | ” |

A versão remixada foi feita pelo DJ J Brasil. Na época do lançamento do EP, ela já garantia um futuro lançamento para o mesmo ano - ele veio em maio, com o título Electra.
A capa do EP mostra uma foto de Rafael Di Celio, com arte de Camila Camargo e direção de arte da própria Alice.

## Faixas
Todas as músicas compostas por Estéfano e José Luis Pagán.
| N.º            | Título                                               | Duração |  |
| 1.             | "Louca" (versão remasterizada)                       | 2:41    |  |
| 2.             | "Louca" (versão acústica (com Mateo Piracés-Ugarte)) | 3:41    |  |
| 3.             | "Louca" (remixe de J Brasil)                         | 2:06    |  |
| 4.             | "Louca" (versão a cappella)                          | 3:05    |  |
| Duração total: | Duração total:                                       | 11:33   |  |